# Robert John Thornton
Robert John Thornton, né en 1768 et mort le 21 janvier 1837 à Londres, est un médecin et écrivain botanique anglais, connu pour "Une nouvelle illustration du système sexuel de Carolus Von Linnæus" (1797-1807) et "La flore britannique" de 1812.

## Biographie
Il est le fils de Bonnell Thornton et étudie au Trinity College de Cambridge. Inspiré par les conférences de John Martyn sur la botanique et les travaux de Carl von Linné il passe de l'Église à la médecine. Il travaille au Guy's Hospital de Londres, où il enseigne ensuite la botanique médicale. Après un séjour à l'étranger, il s'installe et exerce à Londres. Robert hérite de la fortune familiale après la mort de son frère et de sa mère.

## Travaux
En 1799, Thornton commence son travail sur la nouvelle illustration du système sexuel de Carolus von Linnaeus un ouvrage de science botanique à publier en trois parties. Le premier est une dissertation sur le sexe des plantes selon le scientifique suédois Carolus von Linné et le second un exposé sur le système sexuel. La partie la plus ambitieuse de la Nouvelle Illustration du Système Sexuel de Carolus Linnæus est la Partie III, le Temple de Flore (1799-1807). Les premières planches sont gravées par Thomas Medland en mai 1798, d'après des peintures de Philip Reinagle. Entre 1798 et 1807, ils réalisent au total trente-trois planches coloriées, gravées à l'aquatinte, au pointillé et au trait. Lorsqu'il planifie le projet, Thornton décide de publier soixante-dix planches au format in-folio. Le manque d'intérêt du grand public provoque un désastre pour le projet, et la tenue d'une loterie ne peut le sauver de la ruine financière, pas plus qu'une dédicace de l'ouvrage à l'épouse de George III, la reine Charlotte, patronne de la botanique et des beaux-Arts. On estime qu'environ 800 exemplaires ont été produits, chacun contenant 31 planches accompagnées de poésie inspirante et de notes explicatives couvrant les traditions et légendes des fleurs.